# Fédération internationale de bobsleigh et de tobogganing
La Fédération internationale de bobsleigh et de tobogganing (FIBT), et en anglais officiellement International Bobsleigh and Skeleton Federation est une association de fédérations nationales ayant pour but de développer le bobsleigh et le skeleton à l'échelle mondiale et d'y organiser des compétitions internationales. Elle est l'organe directeur de ces deux sports.

## Présentation
Elle est fondée en 1923, par le comte Renaud de la Frégeolière.
Au milieu des années 1980, elle décide de créer une coupe du monde afin de donner une nouvelle dimension à la discipline. En effet, seuls les Jeux olympiques d'hiver, les championnats du monde et d'Europe offrent une vitrine à ce sport et une reconnaissance à ses acteurs. En 1999, elle se bat avec succès afin d'intégrer le skeleton dans la liste des sports présents aux Jeux olympiques d'hiver, et ce dès les Jeux de Salt Lake City 2002.
60 fédérations nationales sont affiliées.
Son siège est à Lausanne, au sein de la Maison du sport international.

## Présidents
|   | Présidents de la FIBT                | Dates de présidence | Nationalités |
| - | ------------------------------------ | ------------------- | ------------ |
| 1 | Renaud de la Frégeolière (1886-1981) | 1923-1960           | France       |
| 2 | Amilcare Rotta (1911-1981)           | 1960-1978           | Italie       |
| 3 | Klaus Kotter (1934-2010)             | 1978-1994           | Allemagne    |
| 4 | Robert H. Storey (1942...)           | 1994-2010           | Canada       |
| 5 | Ivo Ferriani (1960...)               | 2010...             | Italie       |

## Associations membres
La FIBT a été fondée en 1923 à Paris (France) avec treize membres fondateurs : Grande-Bretagne, France, Suisse, Canada et États-Unis[Quoi ?].
En 2018, elle compte 70 membres.
| Afrique | Amériques | Asie-Pacifique | Europe |
| --- | --- | --- | --- |
| - Côte d'Ivoire (Federation Ivoirienne de Bobsleigh et de Skeleton) - Ghana (Bobsled and Skeleton Federation Ghana) - Nigeria (Bobsled and Skeleton Sports Federation of Nigeria) - Afrique du Sud (SNOW SPORTS SOUTH AFRICA) | - Argentine (Asociacion Argentina de Bobsleigh, Skeleton y Luge) - Bermudes (Bermuda Bobsled, Skeleton & Luge Association) - Brésil (BRAZILIAN ICE SPORTS FEDERATION) - Canada (Bobsleigh Canada Skeleton) - Chili (Bob & Skeleton Club Condor Chile) - Colombie (Asociacion Colombiana de Bobsleigh y Skeleton) - République dominicaine (Federacion Dominicana de Deportes de Patinaje) - Îles Vierges des États-Unis (US Virgin Islands Winter Sports Federation) - Jamaïque (Jamaica Bobsleigh and Skeleton Federation) - Mexique (Mexican Winter Sports Federation) - Panama (Federacion Nacional de Deportes de Invierno / Bobsled) - Porto Rico (Puerto Rico Bobsleigh Federation) - Trinité-et-Tobago (Trinidad-Tobago Bob and Skeleton Federation) - États-Unis (USA Bobsled & Skeleton Federation) - Venezuela (Federaciòn Venezolana de Deportes de Invierno) | Asie - Chine (Chinese Bobsleigh and Skeleton Association) - Inde (Bobsleigh & Skeleton Association of India) - Irak (Iraqi Winter Sports Committee) - Japon (Japan Bobsleigh and Luge Federation) - Kazakhstan (Republican Federation of bobsleigh and skeleton) - Corée du Sud (Korea Bobsleigh Skeleton Federation) - Chinese Taipei (Chinese Taipei Luge and Bobsleigh Association) Pacifique - Australie (Sliding Sports Australia Ltd.) - Nouvelle-Zélande (New Zealand Bobsleigh and Skeleton Association) - Samoa (Western Samoa Bobsleigh & Skeleton Association) - Samoa américaines (American Samoa Bobsled Association) | \| - Andorre (Associatio Esportiva de Bobsleigh) - Arménie (Armenian National Bobsleigh, Skeleton and Luge Federation) - Autriche (Österreichischer Bob-und Skeletonverband) - Azerbaïdjan (Azerbaijan Bobsleigh Federation) - Belgique (Belgische Federatie voor Bob en Sleesporten) - Bosnie-Herzégovine (Bob Association of Bosnia and Herzegovina) - Bulgarie (Bulgarian Bobsleigh and Skeleton Federation) - Croatie (Croatian Bob & Skeleton Federation) - Tchéquie (Czech Bobsleigh and Skeleton Federation) - Danemark (BSK Danmark) - Espagne (Federacion Espanola de Deportes de Hielo) - Estonie (Tallin Bobsleigh Club Estonia) - Finlande (Bob Ja Skeleton Liito, Finland) - France (Fédération française des sports de glace) - Grande-Bretagne (British Bobsleigh and Skeleton Association) - Allemagne (Bob- und Schlittenverband für Deutschland) - Grèce (Hellenic Ice Sports Federation) - Hongrie (Hungarian Bobsleigh & Skeleton Association) - Irlande (Irish Bobsled & Skeleton Association) - Israël (Bobsled Skeleton Israel) - Italie (Federazione Italiana Sport Invernali) - Lettonie (Latvia Bobsled Federation) - Liechtenstein (Bob- und Skeletonclub Liechtenstein) \| - Lituanie (Lithuania Bobsleigh and Skeleton Sports Federation) - Luxembourg (Union Luxembourgeoise de Skeleton) - Monaco (Fédération Monégasque de Bobsleigh, Luge et Skeleton) - Pays-Bas (Bob en Slee Bond Nederland) - Norvège (Norges Ake bob og Skeltonfrobund) - Pologne (Polish Bobsleigh and Skeleton Federation (PZBiS)) - Portugal (Bobsleigh Clube de Portugal) - Roumanie (Federatia Romana de Bob si Sanie) - Russie (Bobsleigh Federation of Russia) - Slovénie (BOB ZVEZA SLOVENIJE) - Saint-Marin (Federazione Sanmarinese Sport Invernali) - Serbie (Serbia Bob & Skeleton Association) - Suisse (Swiss Sliding) - Slovaquie (Slovensky Zväz Bobistov) - Suède (Svenska Bob och Rodelförbundet) - Turquie (Turkish Luge Federation) - Ukraine (All-Ukrainian Federation Bobsleigh) \| |
| - Andorre (Associatio Esportiva de Bobsleigh) - Arménie (Armenian National Bobsleigh, Skeleton and Luge Federation) - Autriche (Österreichischer Bob-und Skeletonverband) - Azerbaïdjan (Azerbaijan Bobsleigh Federation) - Belgique (Belgische Federatie voor Bob en Sleesporten) - Bosnie-Herzégovine (Bob Association of Bosnia and Herzegovina) - Bulgarie (Bulgarian Bobsleigh and Skeleton Federation) - Croatie (Croatian Bob & Skeleton Federation) - Tchéquie (Czech Bobsleigh and Skeleton Federation) - Danemark (BSK Danmark) - Espagne (Federacion Espanola de Deportes de Hielo) - Estonie (Tallin Bobsleigh Club Estonia) - Finlande (Bob Ja Skeleton Liito, Finland) - France (Fédération française des sports de glace) - Grande-Bretagne (British Bobsleigh and Skeleton Association) - Allemagne (Bob- und Schlittenverband für Deutschland) - Grèce (Hellenic Ice Sports Federation) - Hongrie (Hungarian Bobsleigh & Skeleton Association) - Irlande (Irish Bobsled & Skeleton Association) - Israël (Bobsled Skeleton Israel) - Italie (Federazione Italiana Sport Invernali) - Lettonie (Latvia Bobsled Federation) - Liechtenstein (Bob- und Skeletonclub Liechtenstein) | - Lituanie (Lithuania Bobsleigh and Skeleton Sports Federation) - Luxembourg (Union Luxembourgeoise de Skeleton) - Monaco (Fédération Monégasque de Bobsleigh, Luge et Skeleton) - Pays-Bas (Bob en Slee Bond Nederland) - Norvège (Norges Ake bob og Skeltonfrobund) - Pologne (Polish Bobsleigh and Skeleton Federation (PZBiS)) - Portugal (Bobsleigh Clube de Portugal) - Roumanie (Federatia Romana de Bob si Sanie) - Russie (Bobsleigh Federation of Russia) - Slovénie (BOB ZVEZA SLOVENIJE) - Saint-Marin (Federazione Sanmarinese Sport Invernali) - Serbie (Serbia Bob & Skeleton Association) - Suisse (Swiss Sliding) - Slovaquie (Slovensky Zväz Bobistov) - Suède (Svenska Bob och Rodelförbundet) - Turquie (Turkish Luge Federation) - Ukraine (All-Ukrainian Federation Bobsleigh)                                                                     | | |

## Logos

Ancien logo.
Logo actuel.